# Bruno O'Ya
Bruno O'Ya ou Bruno Oja, né le 12 février 1933 à Tallinn et mort le 9 octobre 2002 à Tartu en Estonie, est un acteur et chanteur estonien dont une grande partie de la carrière s'est déroulée en Pologne,.

## Biographie
Bruno O'Ya étudie le piano chez le compositeur estonien Eugen Kapp. Il se produit avec un groupe de variété de Tartu (1951), dans l’orchestre de danse de la maison des enseignants de Riga (1956-1964).
Parallèlement à partir de 1959 à Riga, il est chanteur du big band d'Ivars Mazurs, l’un des premiers interprètes du jazz américain et du swing en URSS. Il a joué de la guitare et de la contrebasse, composé des chansons et des pièces instrumentales. La même année, il obtient ses premiers rôles à l'écran. À partir de la fin des années 1960, il a vécu et travaillé principalement en Pologne dans la ville de Wrocław. De retour dans son pays natal, en 1991, il ne le quittera plus.
Lauréat du prix d'État de l'URSS en 1967 pour le rôle de Bronius dans le film de Vytautas Žalakevičius Personne ne voulait mourir.
L'auteur du livre de mémoires Excusez-moi, êtes-vous un acteur? (Przepraszam, czy pan jest aktorem?) publié en 1977 en polonais chez l'un des éditeurs de Wroclaw et en 1978 en Finlande en finnois Anteeksi, oletteko näyttelijä?, après la première du film policier L'Ami inconnu (Tuntematon ystävä) réalisé par Lars G. Thelestam, où Bruno O'Ya a joué le rôle principal.
En 2000, en Estonie parait son livre biographique Invité dans ce monde (Külalisena siin maailmas).
Mort le 9 octobre 2002 à Tartu, il est enterré au cimetière boisé de Tallinn.

## Filmographie sélective
- 1965 : L'Hyperboloïde de l'ingénieur Garine (Гиперболоид инженера Гарина) d'Aleksandr Gintsburg : Janssen, capitaine d'Arizona
- 1966 : Personne ne voulait mourir de Vytautas Žalakevičius : Bronius
- 1967 : Opération Trust (Операция « Трест ») de Sergueï Kolossov : Birk
- 1968 : Le Printemps sur l'Oder (Весна на Одере) de Lev Saakov : Günsche
- 1969 : La Tente rouge (Красная палатка, Krasnaya palatka) de Mikhail Kalatozov : radiotéléphoniste norvégien
- 1970 : Erreur fatale (Tödlicher Irrtum) : Hank Johnson
- 1971 : La Danse du Papillon (lv) (Tauriņdeja) d'Oļģerts Dunkers : Harijs Maurs
- 1974 : Plus fort que la tempête : Józwa Butrym
- 1978 : Les Centaures (Кентавры) de Vytautas Žalakevičius : Nilson
- 1981 : Des endroits sensibles : un officier

## Distinctions
- Prix d'État d'URSS en 1967, pour le rôle dans le film Personne ne voulait mourir (1965)